# 里奧萬瓦縣

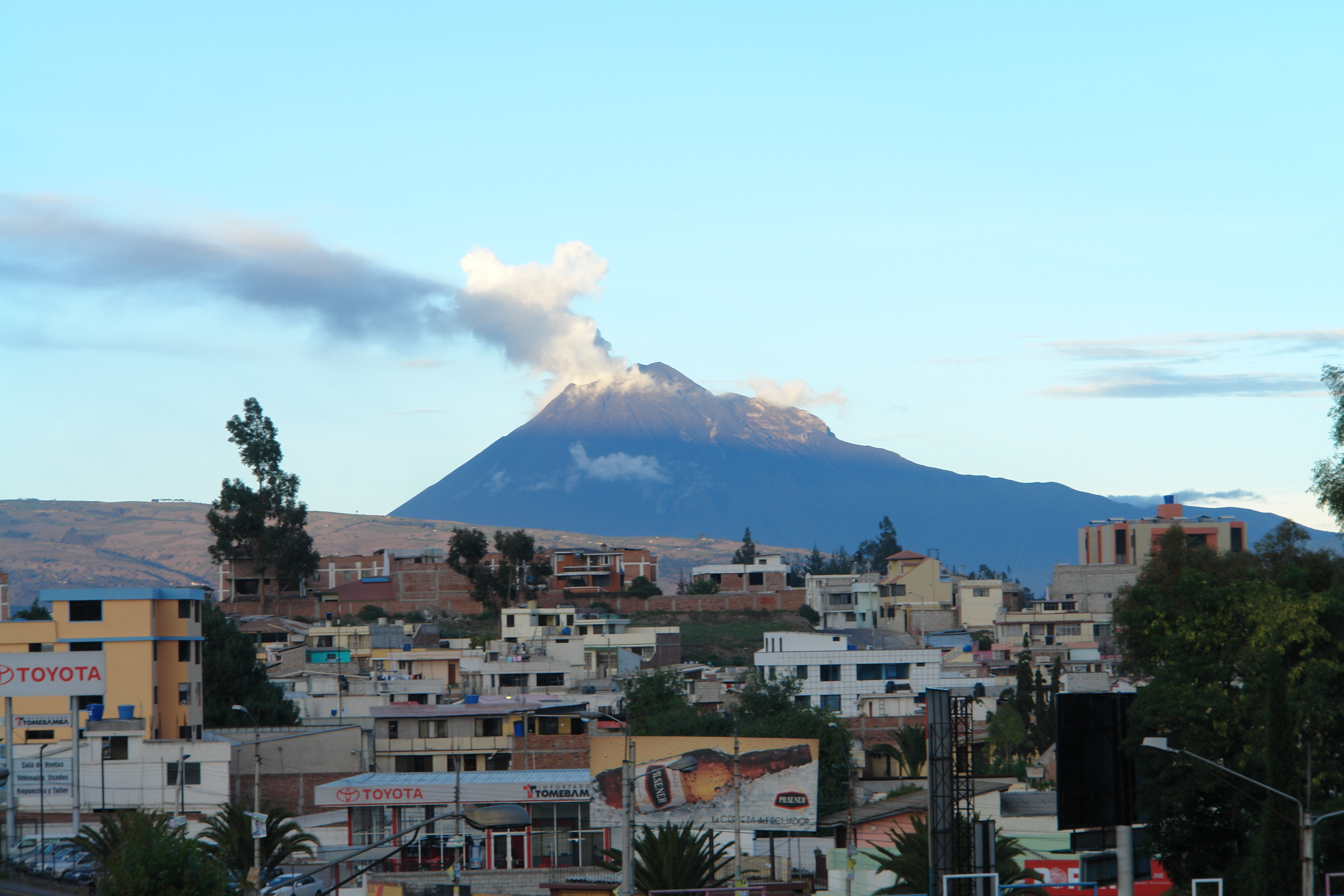

里奧萬瓦縣（西班牙語：Cantón Riobamba），是厄瓜多爾的縣份，位於該國中部，由欽博拉索省負責管轄，始建於1824年6月24日，總面積990平方公里，海拔高度2,750米，2013年普查人口總數為263,412人，人口密度每平方公里266人。
1°40′27″S 78°38′53″W / 1.67417°S 78.64806°W